# Till Hermann
Till Hermann (* 22. Dezember 1996 in Gehrden) ist ein deutscher Handballspieler.

## Karriere
Till Hermann begann seine Karriere bei der JSG Nordschaumburg. Über die weiteren Stationen beim TSV Barsinghausen und Eintracht Hildesheim wechselte er im Jugendbereich zur TSV Hannover-Burgdorf. Von der Saison 2014/15 bis zur Saison 2015/16 spielte er sowohl für die dritte Männer-Mannschaft in der Verbands- bzw. Oberliga als auch für die zweite in der 3. Liga. In der Saison 2013/14 debütierte Hermann in der Handball-Bundesliga unter dem damaligen Trainer Christopher Nordmeyer. Von der Saison 2016/17 bis zur Saison 2018/19 spielte Hermann beim MTV Großenheidorn, wo ihm im Jahr 2018 der Aufstieg in die 3. Liga gelang. Mit über 200 Toren in 30 Spielen warf er die drittmeisten Tore in den gesamten 3. Liga-Staffeln. Es folgte der Wechsel zum Bundesligisten Frisch Auf Göppingen im Jahr 2019. Im Sommer 2024 schloss sich Hermann dem Erstligaaufsteiger SG BBM Bietigheim an.

## Saisonbilanzen
| Saison  | Verein                | Spielklasse | Spiele | Tore | Feldtore | 7 m |
| ------- | --------------------- | ----------- | ------ | ---- | -------- | --- |
| 2013/14 | TSV Hannover-Burgdorf | Bundesliga  | 1      | 0    | 0        | 0   |
| 2014/15 | TSV Hannover-Burgdorf | Bundesliga  | 1      | 0    | 0        | 0   |
| 2019/20 | Frisch Auf Göppingen  | Bundesliga  | 26     | 16   | 16       | 0   |
| 2020/21 | Frisch Auf Göppingen  | Bundesliga  | 38     | 25   | 25       | 0   |
| 2021/22 | Frisch Auf Göppingen  | Bundesliga  | 19     | 21   | 21       | 0   |
| 2022/23 | Frisch Auf Göppingen  | Bundesliga  | 33     | 39   | 39       | 0   |
| 2023/24 | Frisch Auf Göppingen  | Bundesliga  | 28     | 16   | 14       | 2   |
| 2024/25 | SG BBM Bietigheim     | Bundesliga  | 34     | 60   | 57       | 3   |

Stand 27. Juni 2024

## Erfolge
- Sonstiges
  - 2011: Niedersachsenmeister
  - 2012: Norddeutscher Meister Jugend
  - 2014: Debüt Handball-Bundesliga
  - 2015: Erreichen des Halbfinals zur Deutschen Meisterschaft der A-Jugend
  - 2018: Aufstieg 3. Liga
  - 2023: 3. Platz EHF European League